# Bassem Srarfi
Bassem Srarfi (arabisch بسام الصرارفي, DMG Bassām aṣ-Ṣarārifī; * 25. Juni 1997 in Tunis) ist ein tunesischer Fußballspieler. Der Stürmer nahm mit der tunesischen Nationalmannschaft an der Fußball-Weltmeisterschaft 2018 in Russland teil.

## Karriere

### Verein
Srarfi begann seine Spielerkarriere in seiner Heimatstadt als Jugendspieler bei Stade Tunisien und beim Club Africain. 2015 rückte er in dessen erste Mannschaft auf.
Anfang 2017 wechselte er zu OGC Nizza in die Ligue 1. Nach drei Jahren in Nizza unterzeichnete er im Januar 2020 einen Dreieinhalbjahresvertrag beim belgischen Erstligisten SV Zulte Waregem. In der Saison 2021/22 bestritt er 14 von 34 möglichen Ligaspielen für Waregem.

### Nationalmannschaft
Srarfi debütierte am 23. März 2018 beim 1:0-Sieg im Testspiel gegen den Iran in der tunesischen Nationalmannschaft.
Anlässlich der Fußball-Weltmeisterschaft 2018 in Russland wurde Srarfi in den 23-köpfigen Kader Tunesiens berufen. Er kam beim 2:1-Sieg im letzten Gruppenspiel gegen Panama zum Einsatz, als er in der 89. Spielminute für Wahbi Khazri eingewechselt wurde. Die Mannschaft beendete das Turnier auf dem dritten Platz in der Gruppe G und schied aus.
Auch beim Afrika-Cup 2019 stand Srarfi im tunesischen Kader. Dort kam er im Vorrundenspiel gegen Mauretanien zum Einsatz.